# 931
Évszázadok: 9. század – 10. század – 11. század
Évtizedek: 880-as évek – 890-es évek – 900-as évek – 910-es évek – 920-as évek – 930-as évek – 940-es évek – 950-es évek – 960-as évek – 970-es évek – 980-as évek
Évek: 926 – 927 – 928 – 929 –  930 – 931 – 932 – 933 – 934 – 935 – 936

## Események

### Európa
- Meghal VII. István pápa. Utódjául Marozia (Guidó toszkánai őrgróf özvegye, aki markában tartja Róma városát) a húsz éves fiát, XI. Jánost választatja meg.
- Rómanosz bizánci császár fia, Theophülaktosz 16 évesen nagykorúvá válik. A császár felszólítja Trüphón pátriárkát, hogy mondjon le (megegyezésük szerint csak addig tölti be a posztot, míg a fiút fel nem lehet szentelni pátriárkává), ő azonban nem hajlandó erre. Rómanosz nem mer nyíltan fellépni a népszerű főpap ellen, ezért cselhez folyamodik. Megbízásából egy püspöki gyűlésen az egyik püspök azzal vádolja Trüphónt, hogy nem tud írni-olvasni és azt követeli, hogy bizonyításul írja le a nevét egy üres papírra. A papírra ezután a császár hivatalnokai megírják a pátriárka lemondását, akinek helyére Theophülaktoszt nevezik ki. Trüphón kolostorba vonul, ahol két évvel később meghal.
- Hugó itáliai király bebörtönzi és megvakítja Lambert toszkánai őrgrófot és helyére öccsét, Bosót ülteti (Lambert is féltestvére Hugónak, mindkettő anyja Lotaringiai Berta)
- IV. Alfonz leóni király öccse, Ramiro fellázad és elűzi őt a trónról. Alfonz kolostorba vonul.
- Meghal Jimeno Garcés, Pamplona királya. Utóda fiatalkorú unokaöccse, I. García Sánchez.
- Meghal a Norvégiát egyesítő Széphajú Harald király. Országát szétosztotta 11 (vagy 20) fia között, akik felett kedvence, Véresfejszéjű Erik (aki eddig különböző vitákban két fivérét is megölte) áll.
- Časlav szerb herceg négy társával megszökik a bolgár őrizetből és Szerbiában fejedelemmé kiáltják ki őt.

### Észak-Afrika
- A magrava berberek III. Abd al-Rahmán córdobai kalifa támogatásával elfoglalják Ceutát és hűséget esküsznek a kalifának.

## Születések
- Adelheid, I. Ottó császár felesége
- II. Borisz, bolgár cár
- Liao Mu-cung, a kitan Liao-dinasztia császára
- Taksony, magyar fejedelem

## Halálozások
- május 29. - Jimeno Garcés, pamplonai király
- Széphajú Harald, norvég király
- VII. István, római pápa
- Khrisztophórosz Lekapénosz, I. Rómanosz bizánci császár fia és társuralkodója

## Fordítás
- Ez a szócikk részben vagy egészben  a(z)   931 című angol Wikipédia-szócikk ezen változatának fordításán alapul.  Az eredeti cikk szerkesztőit annak laptörténete sorolja fel. Ez a jelzés csupán a megfogalmazás eredetét és a szerzői jogokat jelzi, nem szolgál a cikkben szereplő információk forrásmegjelöléseként.